# مغامرة (فلم 1925)
مغامرة (بالإنجليزية: Adventure) هو فيلم أبيض وأسود درامي صامت أمريكي ضائع صدر عام 1925 من إنتاج شركة فيموس بلايرز-لاسكي وتوزيع شركة باراماونت بيكتشرز وإخراج فيكتور فليمنج وبطولة والاس بيري في دور مساعد رئيسي. الفيلم مقتبس من رواية المغامرة التي كتبها جاك لندن عام 1911. يحكي قصة مزارع في جزر سليمان. يموت العديد من عماله الزراعيين بسبب حمى المياه السوداء، ثم يصاب هو نفسه بالمرض.

## طاقم التمثيل
- توم مور بدور ديفيد شيلدون
- بولين ستارك بدور جوان لاكلاند
- والاس بيري بدور مورجان
- ريموند هاتون بدور راف
- والتر ماكجريل بدور تيودور
- دوق كاهاناموكو بدور نوح نوح
- جيمس سبنسر بدور آدم
- نوبل جونسون بدور جوجوومي

## روابط خارجية
- Adventure  في قاعدة بيانات الأفلام على الإنترنت (بالإنجليزية)
- مغامرة (فلم 1925) في قاعدة بيانات تيرنر كلاسيك موفيز للأفلام.
- مغامرة على فهرس معهد الفيلم الأمريكي